# Control de la población
| 7-8 hijos 6-7 hijos 5-6 hijos 4-5 hijos | 3-4 hijos 2-3 hijos 1-2 hijos 0-1 hijos |

Mapa del mundo que muestra los países por la tasa de fertilidad. Periodo 2005-2010.
7-8 hijos
6-7 hijos
5-6 hijos
4-5 hijos
3-4 hijos
2-3 hijos
1-2 hijos
0-1 hijos

El control poblacional o control de la población es la práctica de reducir, mantener o incrementar el número de individuos de determinada población —ya sea una especie humana, animal o vegetal— en un territorio. El control poblacional se lleva a cabo actuando básicamente sobre dos variables: la reproducción o procreación —índice de natalidad— y la mortalidad.
En relación con la población humana las teorías demográficas —malthusianismo, neomalthusianismo, transición demográfica, segunda transición demográfica, revolución reproductiva— explicarían, con argumentos distintos, la evolución de la población humana.

## Control poblacional ejercido por el ser humano

### Control de la población de los seres humanos
Los seres humanos han ejercido control sobre otras poblaciones humanas o autocontrol sobre sus propias poblaciones. 

#### Control sobre otros seres humanos
Se ejerce el control poblacional hacia otros grupos o tribus competidoras mediante tres tipos de estrategias:
El control poblacional o control de la población es la práctica de reducir, mantener y/o incrementar el número de individuos de determinada población (ya sea una especie animal o vegetal) en un territorio. El control poblacional se lleva a cabo actuando básicamente sobre dos variables: la reproducción o procreación —índice de natalidad— y la mortalidad.1
En relación con la población humana las teorías demográficas -malthusianismo, neomalthusianismo, transición demográfica, segunda transición demográfica, revolución reproductiva- explicarían, con argumentos distintos, la evolución de la población humana.
A lo largo de la historia y hasta la actualidad algunos Estados y Gobiernos han establecido políticas demográficas ya sea para promover el aumento de la población -natalismo- o su disminución -antinatalismo-.

##### Control natural de la población
En ausencia de la medicina y el nivel de organización asociado a la civilización moderna, la población humana se encuentra principalmente sometida a factores naturales, como el resto de las especies a lo largo de su evolución en la Tierra:
- Competencia con otras especies —p. ej., langostas, y otros insectos—.
- Desastres naturales tales como grandes terremotos, inundaciones, vulcanismo, etc.
- Agotamiento de recursos naturales no renovables en una dada región.
- Cambio climático a lo largo de la historia.

##### Estrategias de control agresivas
Históricamente algunos grupos étnicos, religiosos o ideológicos han intentado ejercer control poblacional por medios violentos:
- Genocidio
- Guerras

- Esterilización
- Anticoncepción
- Política de hijo único y otras políticas que restringen o desalientan los nacimientos directamente.
- Exclusión por la fuerza de territorios y sus recursos asociados.
- Infanticidio, practicado en la antigua Grecia o hasta recientemente en ciertas regiones de Asia.
- Eugenesia
- virus

##### Estrategias de Control Culturales
Estrategias que frecuentemente se consideran más aceptables del punto de vista de la ética moderna son las que aparecen entramadas en la cultura social, antropológica y política de las sociedades:
- Educación abordaje del tema en el sistema educativo.
- Emancipación de la mujer cuando las mujeres tienen acceso a la educación y al control sobre sus propios cuerpos, el número de hijos decrece.
- Religiones con cambio de la moral sobre la planificación familiar.
- Costumbres, aceptación de tipos de familia modelo con máximo de dos hijos.

## Práctica del control poblacional

### Superpoblación mundial
Actualmente en algunas naciones hay diversos grupos sociales e ideologías que dicen que no existen riesgos ni problemas por la sobrepoblación y no es necesario ningún tipo de control de población mundial, mientras otros grupos están alarmados que dicen que es un gran riesgo e insensatez no imponer o auto imponer controles demográficos. 

#### Catástrofe malthusiana
Se habla de catástrofe malthusiana cuando una población crece demasiado y tal crecimiento sobrepasará la capacidad productiva o de soporte y no se aplica ningún tipo de control de población, necesariamente eso conducirá a alguna catástrofe o crisis, que se podría denominar de “control por la misma naturaleza”, que neutraliza el conflicto, pero desde luego a un alto costo de sufrimiento para quienes quedan en la etapa de transición.
La práctica del control de la población ha sido a veces voluntaria, como respuesta a la pobreza, o derivada de una ideología religiosa, pero en ciertos lugares y fechas ha sido impuesta por decisión de su propio gobierno. Esto se plantea generalmente para mejorar la calidad de vida de la sociedad o para prevenir una catástrofe malthusiana. También puede ser motivada en nombre de la eugenesia, del racismo, y del interés económico o expansionista particular de países poderosos sobre otros más débiles (por ejemplo conquista de América por los europeos, u otros casos más actuales).

### Control poblacional de la República Popular China
La República Popular China es uno de los ejemplos más impactantes en el control poblacional en las últimas décadas, mediante procedimientos legales y económicos, que obligan por ejemplo a pagar multas y hacerse cargo del coste de los servicios sanitarios a quienes sobrepasan los límites marcados, generalmente uno o dos hijos por pareja.

### Otras respuestas al exceso de población

#### Migraciones
La Migración hacia fuera o hacia adentro (emigración o inmigración) es otro estilo de control demográfico que las mismas poblaciones humanas o animales generan cuando hay falta de fuentes de alimentos, terrenos apropiados para cultivar o laborar, o un clima amenazante. Los movimientos migratorios humanos a gran escala suelen causar graves conflictos y desequilibrios entre comarcas o países.

#### Métodos anticonceptivos y salud
El descubrimiento, comercialización y difusión por todo el mundo de métodos y fármacos anticonceptivos —con especial importancia el preservativo y la píldora anticonceptiva— junto con la difusión de algunas prácticas de salud femenina han logrado que algunas poblaciones humanas puedan autorregularse mejor que si no dispusieran de esas tecnologías. 
Organizaciones como Optimum Population Trust buscan limitar la población mundial para frenar el cambio climático para lo que proponen el control de la natalidad mediante el uso de métodos anticonceptivos.

#### Factores culturales
Sin embargo como resultado de la falta de acceso a la información de grandes sectores de la población mundial sobre todo en los países en vías de desarrollo y a la continuidad en la existencia de influyentes grupos sociales, religiosos o ideológicos que desconocen o no pueden aceptar el control poblacional, el incremento de población humana continúa con especial rapidez en las regiones de mayor pobreza y/o culturalmente más retrasadas.

## Control de la población de animales y plantas
Los seres humanos han realizado prácticas de control por milenios hacia otras especies animales y/o vegetales, cuando las han domesticado y criado para su consumo como alimento o como explotación para obtener algún provecho o producto, tales como: transporte, lana, huevos, leche, pieles, madera, granos. También han diezmado fauna o flora que perjudicaba sus intereses y suponía una amenaza (maleza, arañas, serpientes, lobos, etc.). El control según su estilo e intensidad puede producir diferentes resultados, tanto positivos como negativos, tales como la eugenesia (reproducción selectiva), evolución inducida, extinción, explotación y esclavitud. Ese control suele tener consecuencias negativas no deseadas originalmente por la especie o clase controlada, y consecuencias positivas para quien ejerce el control. Otras veces, el control de poblaciones animales, por ejemplo, colonias de gatos, tiene consecuencias positivas, pues gracias a ello menos animales sufren y mueren.

### Documentos e información
- Documentos e información - División de Población de la ONU.
- Programas - División de Población de la ONU.

### Noticias
- India: el control de la población debe estar fuera de las discusiones sobre el cambio climático, 29 de agosto de 2009, en Cambio Climático.

- Datos: Q4764961